# Ronhausen
Ronhausen ist mit rund 200 Einwohnern einer der kleinsten Stadtteile der mittelhessischen Universitätsstadt Marburg.

## Geschichte

### Ortsgeschichte
Die älteste bekannte schriftliche Erwähnung von Ronhausen erfolgte unter dem Namen Roinhusen im Jahr 1290 in einer Urkunde der Deutschordensballei Hessen.
Hessische Gebietsreform (1970–1977)
Zum 31. Dezember 1971 wurde die bis dahin selbständige Gemeinde Ronhausen im Zuge der Gebietsreform in Hessen auf freiwilliger Basis in die Gemeinde Cappel eingegliedert. Diese kam am 1. Juli 1974 kraft Landesgesetz zu Marburg. Dadurch wurden Cappel und dessen Ortsteile Stadtteile von Marburg. Für diese Stadtteile wurde je ein Ortsbezirk eingerichtet.

### Verwaltungsgeschichte im Überblick
Die folgende Liste zeigt die Staaten und Verwaltungseinheiten, denen Ronhausen angehört(e):
- vor 1567: Heiliges Römisches Reich, Landgrafschaft Hessen, Gericht Oberweimar auch genannt Reitzberg (Gericht Oberweimar bestand aus den Orten Oberweimar, Niederwalgern, Kehna, Altna, Weiershausen, Hermershausen, Ciriaxweimar, Gisselberg, Ronhauſen und Wolfshausen, sowie die Hälfte von Dilschhausen und Elnhausen)[9]
- ab 1567: Heiliges Römisches Reich, Landgrafschaft Hessen-Marburg, Amt Marburg,[10]
- 1604–1648: Heiliges Römisches Reich, strittig zwischen Landgrafschaft Hessen-Darmstadt und Landgrafschaft Hessen-Kassel (Hessenkrieg), Amt Marburg
- ab 1648: Heiliges Römisches Reich, Landgrafschaft Hessen-Kassel, Amt Marburg
- 1787: Heiliges Römisches Reich, Landgrafschaft Hessen-Kassel, Oberhessen, Gericht Reizberg[11]
- ab 1806: Landgrafschaft Hessen-Kassel, Amt Kaldern und Reitzberg
- 1807–1813: Königreich Westphalen,[Anm. 2] Departement der Werra, Distrikt Marburg, Kanton Ebsdorf
- ab 1815: Kurfürstentum Hessen,[Anm. 3] Amt Kaldern und Reitzberg[12]
- ab 1821: Kurfürstentum Hessen, Provinz Oberhessen, Kreis Marburg[13][Anm. 4]
- ab 1848: Kurfürstentum Hessen, Bezirk Marburg
- ab 1851: Kurfürstentum Hessen, Provinz Oberhessen, Kreis Marburg
- ab 1867: Königreich Preußen,[Anm. 5] Provinz Hessen-Nassau, Regierungsbezirk Kassel, Kreis Marburg
- ab 1871: Deutsches Reich, Königreich Preußen, Provinz Hessen-Nassau, Regierungsbezirk Kassel, Kreis Marburg
- ab 1918: Deutsches Reich (Weimarer Republik), Freistaat Preußen, Provinz Hessen-Nassau, Regierungsbezirk Kassel, Kreis Marburg
- ab 1944: Deutsches Reich, Freistaat Preußen, Provinz Kurhessen, Landkreis Marburg
- ab 1945: Amerikanische Besatzungszone,[Anm. 6] Groß-Hessen, Regierungsbezirk Kassel, Landkreis Marburg
- ab 1946: Amerikanische Besatzungszone, Hessen, Regierungsbezirk Kassel, Landkreis Marburg
- ab 1949: Bundesrepublik Deutschland, Hessen, Regierungsbezirk Kassel, Landkreis Marburg
- ab 1972: Bundesrepublik Deutschland, Hessen, Regierungsbezirk Kassel, Landkreis Marburg, Gemeinde Cappel[Anm. 7]
- ab 1974: Bundesrepublik Deutschland, Hessen, Regierungsbezirk Kassel, Landkreis Marburg-Biedenkopf, Stadt Marburg[Anm. 8]
- ab 1981: Bundesrepublik Deutschland, Hessen, Regierungsbezirk Gießen, Landkreis Marburg-Biedenkopf, Stadt Marburg

### Gerichte seit 1821
Mit Edikt vom 29. Juni 1821 wurden in Kurhessen Verwaltung und Justiz getrennt. Der Kreis Marburg wurde für die Verwaltung eingerichtet und das Landgericht Marburg war als Gericht in erster Instanz für Ronhausen zuständig. 1850 wurde das Landgericht in Justizamt Marburg umbenannt. Nach der Annexion Kurhessens durch Preußen 1866 erfolgte am 1. September 1867 die Umbenennung des bisherigen Justizamtes in Amtsgericht Marburg. Auch mit dem Inkrafttreten des Gerichtsverfassungsgesetzes von 1879 blieb das Amtsgericht unter seinem Namen bestehen.

## Bevölkerung

### Einwohnerstruktur 2011
Nach den Erhebungen des Zensus 2011 lebten am Stichtag dem 9. Mai 2011 in Ronhausen 222 Einwohner. Darunter waren keine Ausländer.
Nach dem Lebensalter waren 27 Einwohner unter 18 Jahren, 99 zwischen 18 und 49, 57 zwischen 50 und 64 und 42 Einwohner waren älter. Die Einwohner lebten in 96 Haushalten. Davon waren 27 Singlehaushalte, 33 Paare ohne Kinder und 30 Paare mit Kindern, sowie 3 Alleinerziehende und 3 Wohngemeinschaften. In 18 Haushalten lebten ausschließlich Senioren und in 66 Haushaltungen leben keine Senioren.

### Einwohnerentwicklung
| Quelle: Historisches Ortslexikon |                                                                                        |
| • 1577:                          | 11 Hausgesesse                                                                         |
| • 1630:                          | 12 hausgesessene Mannschaften (3 dreispännige, 1 zweispännige Ackerleute)              |
| • 1681:                          | 7 hausgesessene Mannschaften                                                           |
| • 1838:                          | Familien: 13 nutzungsberechtigte, 4 nicht nutzungsberechtigte Ortsbürger, 2 Beisassen. |

| Ronhausen: Einwohnerzahlen von 1747 bis 2019 | Ronhausen: Einwohnerzahlen von 1747 bis 2019 | Ronhausen: Einwohnerzahlen von 1747 bis 2019 | Ronhausen: Einwohnerzahlen von 1747 bis 2019 | Ronhausen: Einwohnerzahlen von 1747 bis 2019 |
| --- | -------------------------------------------- | -------------------------------------------- | -------------------------------------------- | -------------------------------------------- |
| Jahr |                                              |                                              |                                              | Einwohner                                    |
| 1747 | 1747                                         |                                              | 116                                          | 116                                          |
| 1800 | 1800                                         |                                              | ?                                            | ?                                            |
| 1834 | 1834                                         |                                              | 137                                          | 137                                          |
| 1840 | 1840                                         |                                              | 124                                          | 124                                          |
| 1846 | 1846                                         |                                              | 135                                          | 135                                          |
| 1852 | 1852                                         |                                              | 144                                          | 144                                          |
| 1858 | 1858                                         |                                              | 145                                          | 145                                          |
| 1864 | 1864                                         |                                              | 128                                          | 128                                          |
| 1871 | 1871                                         |                                              | 134                                          | 134                                          |
| 1875 | 1875                                         |                                              | 144                                          | 144                                          |
| 1885 | 1885                                         |                                              | 142                                          | 142                                          |
| 1895 | 1895                                         |                                              | 137                                          | 137                                          |
| 1905 | 1905                                         |                                              | 134                                          | 134                                          |
| 1910 | 1910                                         |                                              | 139                                          | 139                                          |
| 1925 | 1925                                         |                                              | 151                                          | 151                                          |
| 1939 | 1939                                         |                                              | 166                                          | 166                                          |
| 1946 | 1946                                         |                                              | 212                                          | 212                                          |
| 1950 | 1950                                         |                                              | 210                                          | 210                                          |
| 1956 | 1956                                         |                                              | 192                                          | 192                                          |
| 1961 | 1961                                         |                                              | 194                                          | 194                                          |
| 1967 | 1967                                         |                                              | 211                                          | 211                                          |
| 1977 | 1977                                         |                                              | ?                                            | ?                                            |
| 1987 | 1987                                         |                                              | 248                                          | 248                                          |
| 1991 | 1991                                         |                                              | 266                                          | 266                                          |
| 1995 | 1995                                         |                                              | 263                                          | 263                                          |
| 2000 | 2000                                         |                                              | 239                                          | 239                                          |
| 2005 | 2005                                         |                                              | 256                                          | 256                                          |
| 2010 | 2010                                         |                                              | 244                                          | 244                                          |
| 2011 | 2011                                         |                                              | 222                                          | 222                                          |
| 2015 | 2015                                         |                                              | 218                                          | 218                                          |
| 2019 | 2019                                         |                                              | 218                                          | 218                                          |
| Datenquelle: Historisches Gemeindeverzeichnis für Hessen: Die Bevölkerung der Gemeinden 1834 bis 1967. Wiesbaden: Hessisches Statistisches Landesamt, 1968. Weitere Quellen: LAGIS; Stadt Marburg:1987–1998, 1999–2003, 2005–2010,2011–2015, 2019:; Zensus 2011 |                                              |                                              |                                              |                                              |

### Historische Religionszugehörigkeit
| Quelle: Historisches Ortslexikon |                                                                                              |
| • 1861:                          | 128 evangelisch-lutherische, 4 evangelisch-ref. Einwohner, 4 Mitglieder christlicher Sekten. |
| • 1885:                          | 135 evangelische (= 95,07 %), keine katholischen, 7 andere Christen (= 4,93 %)               |
| • 1961:                          | 187 evangelische (= 96,39 %), 6 katholische (= 3,09 %) Einwohner                             |
| • 1987:                          | 202 evangelische (= 81,1 %), 32 katholische (= 12,9 %) Einwohner                             |

### Erwerbstätigkeit
| Quelle: Historisches Ortslexikon | |
| • 1747:                          | Erwerbspersonen: drei Leineweber (nur Eigenbedarf), ein Schneider, zwei Maurer, ein Wagner, ein Branntweinbrenner, ein Tagelöhner, eine Nähern. |
| • 1838:                          | Familien: 13 Ackerbau, 2 Gewerbe, 4 Tagelöhner.                                                                                                 |
| • 1961:                          | Erwerbspersonen: 48 Land- und Forstwirtschaft, 31 Produzierendes Gewerbe, 7 Handel und Verkehr, 7 Dienstleistungen und Sonstiges.               |

## Politik

### Ortsbeirat
- ELR: 3

- ELR = Einheitsliste Ronhausen

Für den Stadtteil Ronhausen besteht ein Ortsbezirk mit Ortsbeirat und Ortsvorsteher nach der Hessischen Gemeindeordnung. Er umfasst das Gebiet der ehemaligen Gemeinde Ronhausen. Für die Sitzverteilung siehe die nebenstehende Grafik. Der Ortsbeirat wählte Harald Uwe Rauch zum Ortsvorsteher.

## Kultur und Infrastruktur
Ronhausen besitzt ein Bürgerhaus, das ca. 100 Personen Platz für diverse Veranstaltungen bietet. In Ronhausen befinden sich einige Denkmäler und eine Kapelle, wo der Sage nach die heilige Maria gebetet haben soll. Diese ehemalige Kapelle wurde 1933 von dem Marburger Architekten Karl Rumpf umgebaut und erhielt dabei im Chor ein Fenster von dem Marburger Glasmaler Erhardt Klonk. Bis heute werden hier Gottesdienste gefeiert. Sie wurde 2005 wegen Holzwurmbefall renoviert.
Es gibt eine Freiwillige Feuerwehr und einen Verein für Deutsche Schäferhunde.

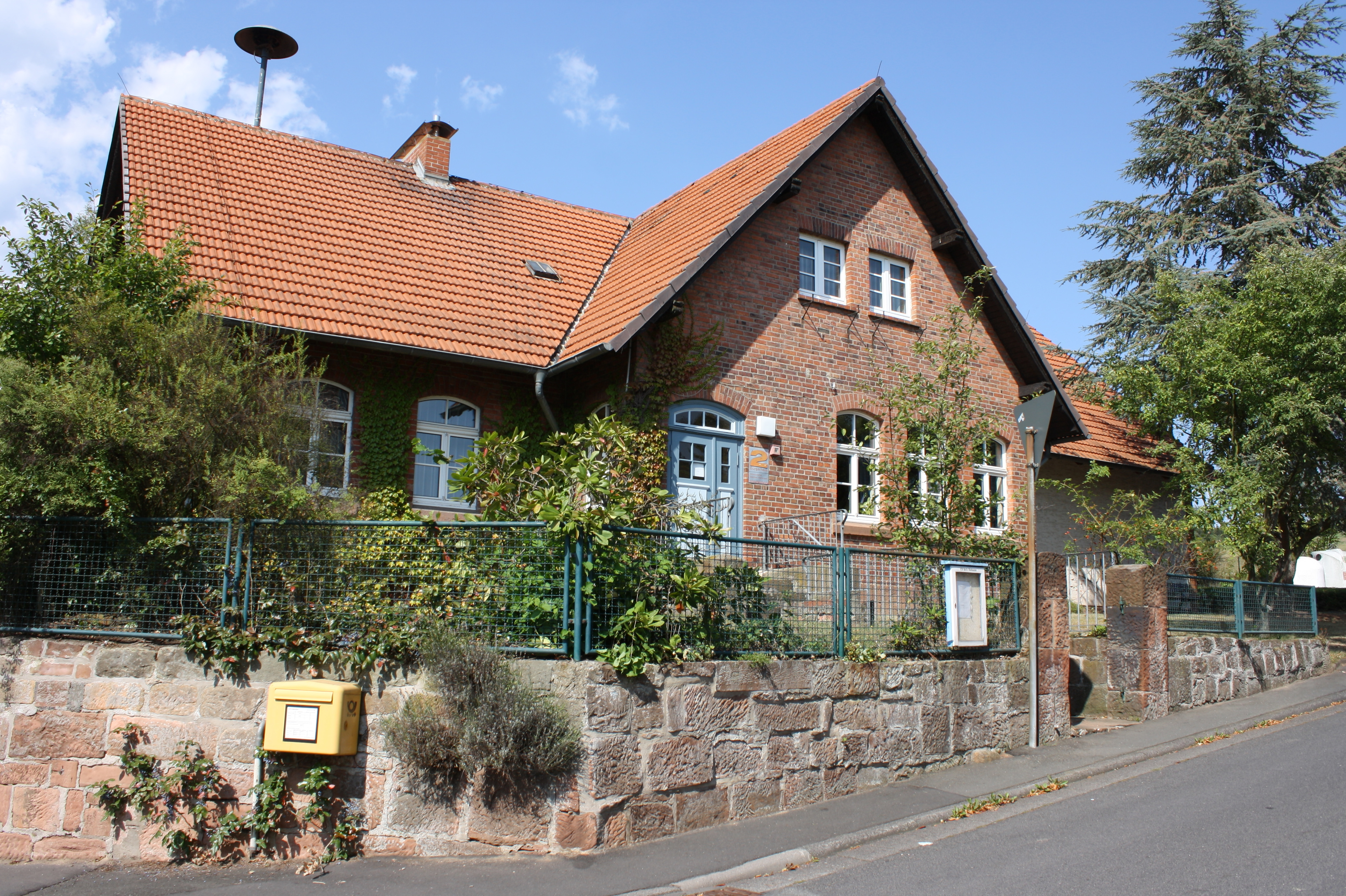
Bürgerhaus
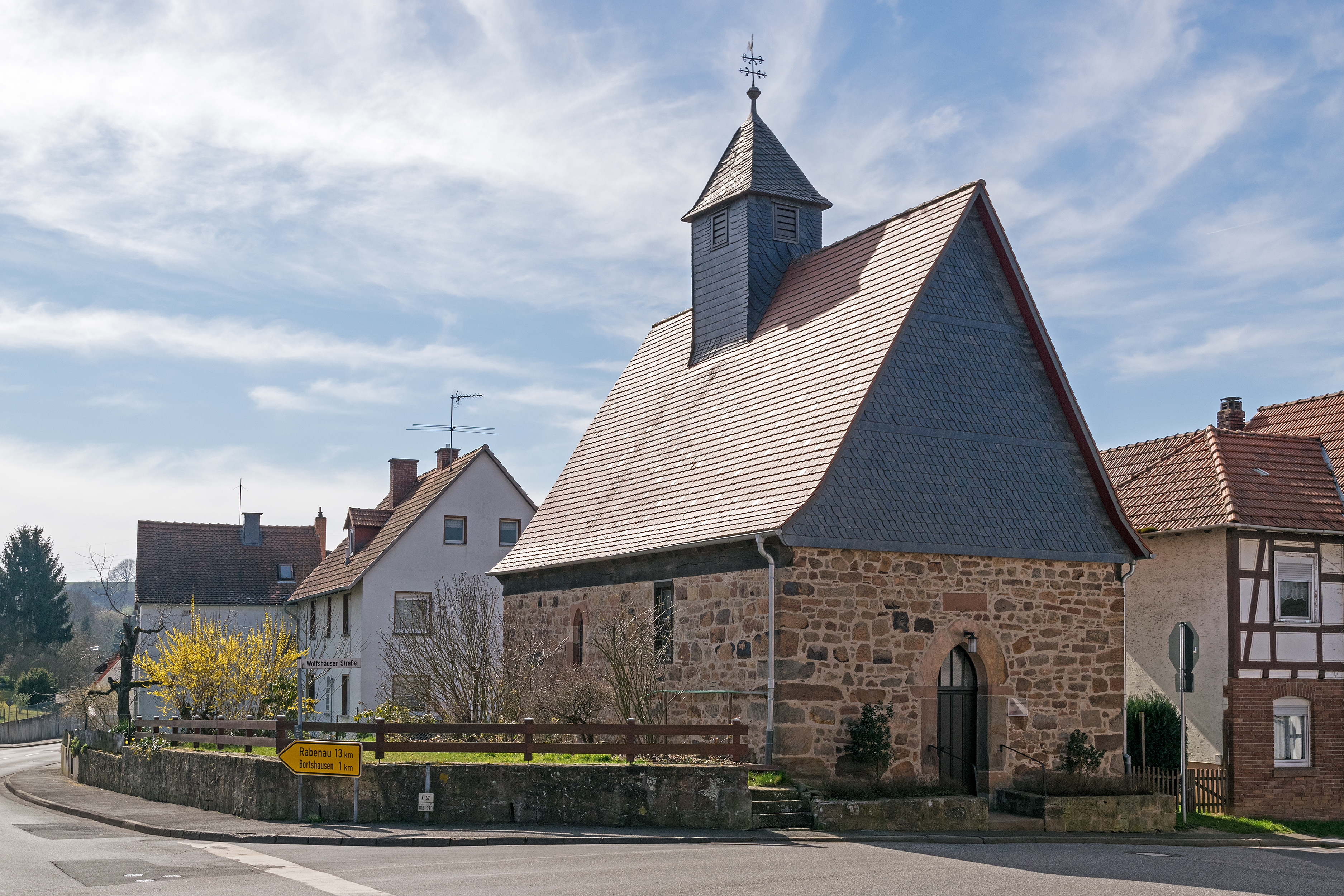
Ev.-luth. Kirche